# Tor (Mathematik)
Der Tor-Funktor ist ein mathematischer Begriff aus dem Teilgebiet der homologischen Algebra. Es handelt sich um einen Bi-Funktor, der bei der Untersuchung des Tensorprodukts auftritt. Er ist neben dem Ext-Funktor eine der wichtigsten Konstruktionen der homologischen Algebra.

## Motivation mittels Tensorprodukten
Wir betrachten Kategorien von Moduln über einem Ring {\displaystyle R}. Ist
{\displaystyle 0\rightarrow X{\xrightarrow {\alpha }}Y{\xrightarrow {\beta }}Z\rightarrow 0}
eine  kurze exakte Sequenz von Links-{\displaystyle R}-Moduln und Modul-Morphismen und ist {\displaystyle A} ein Rechts-{\displaystyle R}-Modul, so führt das Tensorieren obiger Sequenz von links mit {\displaystyle A} zu einer exakten Sequenz
{\displaystyle A\otimes _{R}X{\xrightarrow {\mathrm {id} _{A}\otimes \alpha }}A\otimes _{R}Y{\xrightarrow {\mathrm {id} _{A}\otimes \beta }}A\otimes _{R}Z\rightarrow 0}
von abelschen Gruppen, die sich im Allgemeinen nicht mit dem Nullobjekt nach links zu einer exakten Sequenz fortsetzen lässt, das heißt {\displaystyle \mathrm {id} _{A}\otimes \alpha } ist im Allgemeinen nicht injektiv, oder kurz: Der Tensorfunktor ist rechtsexakt aber im Allgemeinen nicht linksexakt. 
Als Beispiel betrachte man die kurze exakte Sequenz
{\displaystyle 0\rightarrow \mathbb {Z} {\xrightarrow {\alpha }}\mathbb {Z} {\xrightarrow {\beta }}\mathbb {Z} _{2}\rightarrow 0}
von {\displaystyle \mathbb {Z} }-Moduln, wobei {\displaystyle \alpha (n):=2n} und {\displaystyle \beta } die natürliche Abbildung von {\displaystyle \mathbb {Z} } auf die Restklassengruppe {\displaystyle \mathbb {Z} _{2}=\{{\overline {0}},{\overline {1}}\}} sei. Tensoriert man diese Sequenz mit {\displaystyle \mathbb {Z} _{2}}, so ist {\displaystyle \mathrm {id} _{\mathbb {Z} _{2}}\otimes \alpha } nicht injektiv, denn es ist
{\displaystyle (\mathrm {id} _{\mathbb {Z} _{2}}\otimes \alpha )({\overline {1}}\otimes 1)=\mathrm {id} _{\mathbb {Z} _{2}}({\overline {1}})\otimes \alpha (1)={\overline {1}}\otimes 2\cdot 1=2\cdot {\overline {1}}\otimes 1={\overline {0}}\otimes 1=0}.
Dabei wurde der Faktor 2 von der torsionsfreien Gruppe {\displaystyle \mathbb {Z} } mittels Tensoroperation in die Torsionsgruppe {\displaystyle \mathbb {Z} _{2}} verschoben und hat dort zu einer 0 geführt. Das ist der typische Grund, warum die Injektivität des Morphismus {\displaystyle \alpha } beim Übergang zur tensorierten Sequenz verloren geht. Die fehlende Injektivität führt zum Auftreten eines Kerns und gibt Anlass zu folgender Definition.

## Definition
Es seien {\displaystyle A} ein Rechts-{\displaystyle R}-Modul und {\displaystyle B} ein Links-{\displaystyle R}-Modul. 
Weiter sei 
{\displaystyle 0\rightarrow S{\xrightarrow {\mu }}P{\xrightarrow {\nu }}B\rightarrow 0}
eine kurze exakte Sequenz mit projektivem Modul {\displaystyle P}. 
Dann definiert man die abelsche Gruppe
{\displaystyle \operatorname {Tor} (A,B):=\operatorname {ker} (A\otimes _{R}S\xrightarrow {\mathrm {id} _{A}\otimes \mu } A\otimes _{R}P)}
und man kann zeigen, dass diese Definition nicht von der gewählten exakten Sequenz {\displaystyle 0\rightarrow S\rightarrow P\rightarrow B\rightarrow 0} mit projektivem {\displaystyle P} abhängt. Das rechtfertigt die Schreibweise {\displaystyle \operatorname {Tor} (A,B)} ohne Hinweis auf diese Sequenz. Manchmal fügt man noch den Ring {\displaystyle R} an und schreibt {\displaystyle \operatorname {Tor} ^{R}(A,B)}. 
Ist {\displaystyle \alpha \colon A\rightarrow A'} ein Morphismus, so entnimmt man dem kommutativen Diagramm
{\displaystyle {\begin{array}{cccccc}A\otimes _{R}S&{\xrightarrow {\mathrm {id} _{A}\otimes \mu }}&A\otimes _{R}P&{\xrightarrow {\mathrm {id} _{A}\otimes \nu }}&A\otimes _{R}B&\rightarrow 0\\\downarrow _{\alpha \otimes \mathrm {id} _{S}}&&\downarrow _{\alpha \otimes \mathrm {id} _{P}}&&\downarrow _{\alpha \otimes \mathrm {id} _{B}}&\\A'\otimes _{R}S&{\xrightarrow {\mathrm {id} _{A'}\otimes \mu }}&A'\otimes _{R}P&{\xrightarrow {\mathrm {id} _{A'}\otimes \nu }}&A'\otimes _{R}B&\rightarrow 0\end{array}}},
dass die Einschränkung von {\displaystyle \alpha \otimes \mathrm {id} _{S}} den Kern von {\displaystyle \mathrm {id} _{A}\otimes \mu } nach {\displaystyle \operatorname {ker} (\mathrm {id} _{A'}\otimes \mu )} abbildet und so einen Gruppenhomomorphismus {\displaystyle \alpha _{*}\colon \operatorname {Tor} (A,B)\rightarrow \operatorname {Tor} (A',B)} definiert. Auf diese Weise erhält man einen Funktor {\displaystyle \operatorname {Tor} ^{R}(-,B)\colon {\mathfrak {rMod}}_{R}\rightarrow {\mathfrak {Ab}}} von der Kategorie der Rechts-{\displaystyle R}-Moduln in die Kategorie der abelschen Gruppen.
Weiter kann man die Rollen von {\displaystyle A} und {\displaystyle B} vertauschen, das heißt man geht von der exakten Sequenz {\displaystyle 0\rightarrow S\rightarrow P\rightarrow A} von Rechts-{\displaystyle R}-Moduln aus und zeigt, dass man mit {\displaystyle \operatorname {ker} (S\otimes _{R}B\rightarrow P\otimes _{R}B)} eine zu obiger Definition natürlich isomorphe Gruppe erhält, die daher ebenfalls mit {\displaystyle \operatorname {Tor} (A,B)} bzw. {\displaystyle \operatorname {Tor} ^{R}(A,B)} bezeichnet werden kann. Insgesamt erhält man so einen Bi-Funktor 
{\displaystyle \operatorname {Tor} ^{R}(-,-)\colon {\mathfrak {rMod}}_{R}\times {\mathfrak {lMod}}_{R}\rightarrow {\mathfrak {Ab}}}
von dem Produkt der Kategorie der Rechts-Moduln über {\displaystyle R} mit der Kategorie der Links-Moduln über {\displaystyle R} in die Kategorie der abelschen Gruppen.
Der Tor-Funktor ist additiv, das heißt man hat natürliche Isomorphismen
{\displaystyle \operatorname {Tor} ^{R}(A\oplus A',B)\cong \operatorname {Tor} ^{R}(A,B)\oplus \operatorname {Tor} ^{R}(A',B)}
{\displaystyle \operatorname {Tor} ^{R}(A,B\oplus B')\cong \operatorname {Tor} ^{R}(A,B)\oplus \operatorname {Tor} ^{R}(A,B')}
für Rechts-{\displaystyle R}-Moduln {\displaystyle A,A^{'}} und Links-{\displaystyle R}-Moduln {\displaystyle B,B^{'}}.

## Abelsche Gruppen
Wählt man {\displaystyle \mathbb {Z} } als Grundring, so bewegt man sich in der Kategorie der abelschen Gruppen, denn diese sind genau die {\displaystyle \mathbb {Z} }-Moduln, und man muss wegen der Kommutativität des Grundrings nicht zwischen Links- und Rechts-Moduln unterscheiden. In dieser Kategorie ergeben sich gewisse Vereinfachungen und man findet einen Zusammenhang zwischen dem Tor-Funktor und der für ihn namensgebenden Torsion von Gruppen.

### Alternative Beschreibung von Tor(A,B)
Im Falle abelscher Gruppen {\displaystyle A} und {\displaystyle B} kann {\displaystyle \operatorname {Tor} (A,B)} wie folgt durch Erzeuger und Relationen präsentiert werden.
Die Menge {\displaystyle {\mathcal {E}}} der Erzeuger sei die Menge aller Symbole {\displaystyle \langle a,m,b\rangle } mit {\displaystyle a\in A,m\in \mathbb {Z} ,b\in B}, {\displaystyle am=0} und {\displaystyle mb=0},  wobei hier die {\displaystyle \mathbb {Z} }-Modul-Operation nur aus praktischen Gründen einmal links und einmal rechts geschrieben wurde, eine Unterscheidung ist, wie oben erwähnt, nicht nötig. Die Menge {\displaystyle {\mathcal {R}}} der Relationen enthalte alle Ausdrücke der Form
{\displaystyle \langle a_{1}+a_{2},m,b\rangle =\langle a_{1},m,b\rangle +\langle a_{2},m,b\rangle ,\quad \langle a_{1},m,b\rangle ,\langle a_{2},m,b\rangle \in {\mathcal {E}}}
{\displaystyle \langle a,m,b_{1}+b_{2}\rangle =\langle a,m,b_{1}\rangle +\langle a,m,b_{2}\rangle ,\quad \langle a,m,b_{1}\rangle ,\langle a,m,b_{2}\rangle \in {\mathcal {E}}}
{\displaystyle \langle a,mn,b\rangle =\langle am,n,b\rangle ,\quad \langle am,n,b\rangle \in {\mathcal {E}}}
{\displaystyle \langle a,mn,b\rangle =\langle a,m,nb\rangle ,\quad \langle a,m,nb\rangle \in {\mathcal {E}}}
Dann kann man zeigen, dass die durch {\displaystyle \langle {\mathcal {E}}|{\mathcal {R}}\rangle } präsentierte Gruppe zu {\displaystyle \operatorname {Tor} (A,B)} isomorph ist. Zur Konstruktion einer Abbildung  {\displaystyle \langle {\mathcal {E}}|{\mathcal {R}}\rangle \rightarrow \operatorname {Tor} (A,B)} sei {\displaystyle 0\rightarrow S{\xrightarrow {\mu }}P{\xrightarrow {\nu }}B\rightarrow 0}
eine kurze exakte Sequenz mit projektivem {\displaystyle \mathbb {Z} }-Modul {\displaystyle P} und {\displaystyle \langle a,m,b\rangle } ein Erzeuger. Wähle {\displaystyle p\in P} mit {\displaystyle \nu (p)=b}. Dann ist {\displaystyle \nu (mp)=mb=0} und wegen der Exaktheit gibt es genau ein {\displaystyle s\in S} mit {\displaystyle \mu (s)=mp}. Man kann zeigen, dass {\displaystyle a\otimes s} nicht von der Wahl {\displaystyle p} abhängt. Da
{\displaystyle (\mathrm {id} _{A}\otimes \mu )(a\otimes s)=a\otimes \mu (s)=a\otimes mp=am\otimes p=0\otimes p=0},
liegt {\displaystyle a\otimes s} im Kern von {\displaystyle \mathrm {id} _{A}\otimes \mu } und damit definitionsgemäß in {\displaystyle \operatorname {Tor} (A,B)}. Die vorgestellte Konstruktion definiert daher eine Abbildung {\displaystyle \langle {\mathcal {E}}|{\mathcal {R}}\rangle \rightarrow \operatorname {Tor} (A,B)}, von der man zeigen kann, dass es sich um einen Gruppenisomorphismus handelt.

### Charakterisierung torsionsfreier Gruppen
Für eine abelsche Gruppe {\displaystyle A} sind folgende Aussagen äquivalent:
- {\displaystyle A} ist torsionsfrei, das heißt enthält außer 0 keine Elemente endlicher Ordnung.
- {\displaystyle \operatorname {Tor} (A,B)=0} für alle abelschen Gruppen {\displaystyle B}.
- Für alle injektiven Gruppenhomomorphismen {\displaystyle \beta \colon B\rightarrow C} ist auch {\displaystyle \mathrm {id} _{A}\otimes \beta \colon A\otimes _{\mathbb {Z} }B\rightarrow A\otimes _{\mathbb {Z} }C} injektiv.
- Jede exakte Sequenz abelscher Gruppen geht durch Tensorieren mit {\displaystyle A} wieder in eine exakte Sequenz über.

Insbesondere ist {\displaystyle \operatorname {Tor} (A,B)=0}, falls eine der Gruppen gleich {\displaystyle \mathbb {Z} } oder {\displaystyle \mathbb {Q} } ist.

### Endlich erzeugte abelsche Gruppen
{\displaystyle \operatorname {Tor} (A,B)} lässt sich für endlich erzeugte abelsche Gruppen vollständig berechnen. Nach dem Hauptsatz über endlich erzeugte abelsche Gruppen sind solche Gruppen direkte Summen von zyklischen Gruppen, so dass {\displaystyle \operatorname {Tor} (A,B)} wegen der Additivität des Tor-Funktors nur noch für zyklische Gruppen zu bestimmen ist. Ist eine der Gruppen gleich {\displaystyle \mathbb {Z} }, so ist {\displaystyle \operatorname {Tor} (A,B)=0} und es bleibt nur noch der Fall endlicher zyklischer Gruppen.
Sei {\displaystyle \mathbb {Z} _{n}} die zyklische Gruppe der Ordnung {\displaystyle n}. Dann folgt
{\displaystyle \operatorname {Tor} (\mathbb {Z} _{n},B)\cong \{b\in B;nb=0\}}
und daraus, wenn man den größten gemeinsamen Teiler von {\displaystyle m} und {\displaystyle n} mit {\displaystyle (m,n)} bezeichnet:
{\displaystyle \operatorname {Tor} (\mathbb {Z} _{m},\mathbb {Z} _{n})\cong \mathbb {Z} _{(m,n)}},
was man aber auch direkt aus der Definition mit der Auflösung {\displaystyle 0\rightarrow \mathbb {Z} {\xrightarrow {a\mapsto ma}}\mathbb {Z} \rightarrow \mathbb {Z} _{m}} herleiten kann.
Damit ist {\displaystyle \operatorname {Tor} (A,B)} für endlich erzeugte abelsche Gruppen bestimmt.

## Tor als Ableitung des Tensor-Funktors
Eine allgemeinere Definition erhält man durch
{\displaystyle \operatorname {Tor} _{n}^{R}(A,B):=L_{n}(-\otimes _{R}B)(A)\cong L_{n}(A\otimes _{R}-)(B)}
als {\displaystyle n}-te Linksableitung des Tensorfunktors. Ist der Grundring {\displaystyle R} durch den Kontext gegeben, so lässt man ihn in der Bezeichnung fort und schreibt einfach {\displaystyle \operatorname {Tor} _{n}(A,B)}. Man erhält so eine Folge von Bi-Funktoren
{\displaystyle \operatorname {Tor} _{n}^{R}(-,-)\colon {\mathfrak {rMod}}_{R}\times {\mathfrak {lMod}}_{R}\rightarrow {\mathfrak {Ab}}}.
Verwendet man projektive Auflösungen zur Berechnung von {\displaystyle \operatorname {Tor} _{n}^{R}(A,B)}, so sieht man, dass {\displaystyle \operatorname {Tor} _{1}^{R}(A,B)} mit dem oben definierten {\displaystyle \operatorname {Tor} }-Funktor zusammenfällt.
Man erhält aus der allgemeinen Theorie folgende lange exakte Sequenzen, die zeigen, wie der Tor-Funktor die fehlende Linksexaktheit des Tensorfunktors kompensiert.
Ist {\displaystyle 0\rightarrow A\rightarrow A^{'}\rightarrow A^{''}\rightarrow 0} eine kurze exakte Sequenz von Rechts-{\displaystyle R}-Moduln und {\displaystyle B} ein Links-{\displaystyle R}-Modul, so hat man eine lange exakte Sequenz
{\displaystyle \ldots \rightarrow \operatorname {Tor} _{2}(A^{''},B)\rightarrow \operatorname {Tor} _{1}(A,B)\rightarrow \operatorname {Tor} _{1}(A^{'},B)\rightarrow \operatorname {Tor} _{1}(A^{''},B)}
{\displaystyle \rightarrow A\otimes _{R}B\rightarrow A^{'}\otimes _{R}B\rightarrow A^{''}\otimes _{R}B\rightarrow 0}.
Ist {\displaystyle 0\rightarrow B\rightarrow B^{'}\rightarrow B^{''}\rightarrow 0} eine kurze exakte Sequenz von Links-{\displaystyle R}-Moduln und {\displaystyle A} ein Rechts-{\displaystyle R}-Modul, so hat man eine lange exakte Sequenz
{\displaystyle \ldots \rightarrow \operatorname {Tor} _{2}(A,B^{''})\rightarrow \operatorname {Tor} _{1}(A,B)\rightarrow \operatorname {Tor} _{1}(A,B^{'})\rightarrow \operatorname {Tor} _{1}(A,B^{''})}
{\displaystyle \rightarrow A\otimes _{R}B\rightarrow A\otimes _{R}B^{'}\rightarrow A\otimes _{R}B^{''}\rightarrow 0}.